# Klaus Mitffoch (album)
Klaus Mitffoch – pierwszy album grupy muzycznej Klaus Mitffoch wydany w 1984. Uznawany za jeden z najważniejszych polskich albumów rockowych z końca XX w. Wszystkie teksty są autorstwa Lecha i Bożeny Janerków.
Reedycja CD Tonpressu  została uzupełniona nagraniami z singli. Nagrania te nie pojawiły się na późniejszej reedycji A.A. MTJ.

## Lista utworów
Źródło:.

### Strona Ta
1. „Śpij aniele mój” (L. Janerka, W. Mrozik, K. Pociecha, M. Puchała) – 0:29
2. „O głowie” (K. Pociecha – L. Janerka) – 2:21
3. „Wiązanka pieśni bojowych” (L. Janerka – L. Janerka) – 1:26
4. „Nie jestem z nikim” (L. Janerka – B. Janerka) – 2:14
5. „Klus Mitroh” (L. Janerka – L. Janerka) – 3:34
6. „Wiązanka cz.IV” (L. Janerka, W. Mrozik, K. Pociecha, M. Puchała – B. Janerka) – 1:24
7. „Jestem tu jestem tam” (L. Janerka, K. Pociecha – B. Janerka) – 2:18
8. „Muł pancerny” (L. Janerka – B. Janerka) – 3:19
9. „Powinność kurdupelka” (L. Janerka – B. Janerka) – 2:05
10. „Strzelby” (L. Janerka, W. Mrozik, K. Pociecha, M. Puchała) – 0:25

### Strona Tamta
1. "Nad ranem śmierć się śmieje” (L. Janerka – L. Janerka) – 2:05
2. „Tutaj wesoło” (L. Janerka – B. Janerka) – 3:13
3. „Ewolucja, rewolucja i ja” (L. Janerka – L. Janerka) – 2:32
4. „Dla twojej głowy komfort” (L. Janerka, W. Mrozik, K. Pociecha, M. Puchała – L. Janerka) – 3:22
5. „Siedzi” (K. Pociecha – L. Janerka) – 2:13
6. „Strzeż się tych miejsc” (L. Janerka – B. Janerka) – 5:14

CD
1. „Ogniowe strzelby” (L. Janerka) – 2:50
2. „Śmielej” (L. Janerka – L. Janerka) – 3:31
3. „Jezu, jak się cieszę” (L. Janerka – L. Janerka) – 2:10

## Skład
Źródło:.
- Lech Janerka – śpiew, bas, muzyka, teksty
- Wiesław Mrozik – gitara, muzyka
- Krzysztof Pociecha – gitara, muzyka
- Marek Puchała – bębny, muzyka

Gościnnie
- Wojciech Konikiewicz – klawisze
- Bożena Janerka – teksty

Produkcja
- Włodzimierz Kowalczyk – realizator
- Tadeusz Czechak – asystent
- Artur Gołacki – okładka

Masteringu dokonano w TR Sound Studios Kraków.

## Interpretacje
Płyta rozpoczyna się prowokacyjnym zabiegiem polegającym na zderzeniu tekstu kołysanki z ostrym, niespokojnym wykonaniem, które zaprzecza przekazowi werbalnemu. „Śpij aniele mój” jest w związku z tym określana jako antykołysanka. Prawie wszystkie utwory są interpretowane jako pochwała lub próba uzyskania niezależności oraz krytyka zniewolenia. Zniewalające może być społeczeństwo lub władza. Dotyczy to np. tekstów „Nie jestem z nikim”, „O głowie” (tu zwłaszcza o wolności i zniewoleniu umysłu), „Wiązanka pieśni bojowych” (w kontekście władzy, tekst zawierający dosadne słowa), „Klus Mitroh” (w kontekście społeczeństwa i totalitaryzmu), „Wiązanka cz. IV”, „Powinność kurdupelka” (gdzie człowiek został przedstawiony jako karzeł, a przeciwności, np. władza, jako słoń). Część tekstów jest również interpretowana jako ironiczny zapis życia w PRL, w warunkach kryzysu ekonomicznego i braku swobody, przy jednoczesnej walce z tymi przeciwnościami („Wiązanka cz. IV”, gdzie symbolem trudnych do zdobycia dóbr stają się majciochy, „Klus Mitroh”, „Tutaj wesoło”, „Ewolucja, rewolucja i ja”). W tekstach tych zaciętość i nadzieja mieszają się z pesymizmem, który najsilniej wyrażony jest w tekście dotyczącym śmierci „Nad ranem śmierć się śmieje”. Człowiek w tych tekstach często przejawia nie tylko dobre cechy, ale tkwi w nim również brutalność, agresja, konformizm i bezmyślność. Bohaterowie tekstów zawartych na płycie zmagają się właśnie z tymi wadami w nich samych lub w społeczeństwie i władzy. Upór i zachowania instynktowne człowieka (np. wyrażone w metaforze pancernego muła) mogą być rozumiane zarówno jako cecha pozytywna, pomagająca wytrwale przeciwstawiać się przeciwnościom, jak i negatywna, pchająca człowieka w złe rejony. Według niektórych interpretacji kulminacją i ukoronowaniem tekstów zebranych na płycie jest tekst „Siedzi”, opisujący pragnienie człowieka do przekroczenia ograniczeń, zachowania godności, a ostatecznie znalezienia się w lepszym świecie.
W warstwie stylistycznej zauważalne są różne środki stylistyczne, np. aliteracje, a przede wszystkim zabawy słowne, np. tworzenie neologizmów (np. figurole), dające w efekcie groteskę, ironię i absurd. Służą one zachowaniu wolności w zderzeniu z cenzurą. Z tego względu teksty Janerków porównywane są do tekstów Mirona Białoszewskiego.